# Yi Yin
Yi Yin (en chino, 伊伊), nacido Yī Zhì (伊挚), también conocido como Heng (阿衡)), fue un primer ministro de la dinastía Shang y uno de los principales funcionarios de su época. Ayudó a Tang de Shang, el fundador de la dinastía Shang, a derrocar al Rey Jie de Xia. Inscripciones oraculares de Yi han sido encontradas, evidenciando su elevado estatus social.

## Biografía

### Origen
Según la leyenda, Yi era esclavo de un noble llamado Youshen (有莘). Cuando Youshen casó a su hija con Tang de Shang, se convirtió en esclavo de Tang. Muy dotado para la cocina, Tang le nombró su jefe de cocina. Mientras servía las comidas a Tang, utilizaba esta oportunidad para analizar los asuntos de actualidad del momento, especialmente los puntos débiles de Jie de Xia. Le propuso un plan a su señor para derrocar a Jie de Xia. Se ganó la confianza de Tang, convirtiéndose en su mano derecha y adoptando el nombre 'Yin'.
Aun así, hay otras versiones de su vida. En otra historia, Yi nunca había sido un esclavo. Tang había oído hablar de él, y el gobernante tuvo que intentar reclutarle cinco veces antes de que Yi aceptara finalmente ayudarle.

### Tang de Shang
Tang se trasladó a un lugar desde donde la capital Xia era fácilmente accesible y dejó de pagar tributo a Jie. Jie se puso furioso, y convocó los ejércitos de sus nueve tribus vasallas para luchar contra Tang. Entonces Yi le aseguró a Tang que debía esperar para que los ejércitos de Jie de Xia cayeran en su poder. Explicó a Tang que los nobles que servían a Jie todavía tenían ejércitos fuertes. Tang esperó un año hasta que lanzó un ataque sorpresivo sobre cada noble, y ganó cada batalla.
Cuando estaba a tan solo cinco li de la capital, aun así, Yi le pidió que volviera a detenerse. Explicó que el ejército necesitaba un impulso moral, y Tang dio un discurso a los soldados, el cual sería conocido como 'La promesa de Tang' (湯誥, ahora en el Shangshu). Después, derrotaron a Jie de Xia en la decisiva Batalla de Mingtiao.
Durante el comienzo de la dinastía Shang, Yi ayudó a Tang a crear diferentes instituciones, resultando en estabilidad política así como beneficios económicos.

### Gobernantes siguientes y muerte
Después de la muerte de Tang, dos de sus hijos subieron sucesivamente al trono, pero ambos murieron pronto. Por tanto, Yi Yin gobernó como regente del nieto de Tang, Taijia de Shang.
Lo que sigue es incierto. Según una teoría popular, Yi escribió tres ensayos para Taijia con respecto a su gobierno (伊訓 capítulo del Shangshu). Después de leer los ensayos, Taijia se dirigió según tales consejos los primeros dos años, pero dejó de hacerlo desde el tercero. Empezó a gobernar como le placía, y ya no siguió siquiera las leyes que los antiguos habían seguido. Trató a sus súbditos con crueldad. No escuchaba los consejos de Yi. Este, viendo que Taijia no cambiaba de actitud, lo desterró a la tumba de Tang y se proclamó gobernante provisional de China. Alternativamente (太甲 capítulos en el Shangshu), Yi se acercó a Taijia con varias amonestaciones orales que no fueron atendidas, causando el exilio de Taijia. La medida fue exitosa, y el rey cambió.
Después de otros tres años, Taijia fue liberado y Yi, junto con algunos funcionarios más, regresaron a Taijia a la capital y el poder. Abandonó las leyes opresivas y gobernó el reino correctamente. Después de la muerte de Taijia, el siguiente rey, Wo Ding de Shang, subió al trono. En el octavo año de Wo Ding, Yi murió. Según algunas leyendas, tenía cien años. Wo Ding preparó un funeral para Yi Yin como si fuera el de un rey. Sacrificaron bueyes, ovejas y cerdos, y lloraron su muerte tres años.
A pesar de que esta historia consta en las Memorias históricas, el Mencio, y el Zuo Zhuan, los Anales de Bambú dicen lo contrario. Según esta versión, Yi y Taijia de hecho lucharon por el poder. Yi había desterrado a Taijia a la tumba de su abuelo, y gobernó con poder absoluto durante siete años. Taijia finalmente escapó, asesinó a Yi y recuperó el trono. Ya que la evidencia arqueológica muestra que Yi Yin fue honrado por el pueblo hasta varios siglos después de su muerte, el relato más habitual y aceptado se considera más fiable.

## Evidencia epigráfica descubierta
- 《尹诰》 Yingao (Texto de las tablillas de bambú Tsinghua) contiene un total de 112 caracteres.
- 《伊尹·九主》 Jiu zhu (Excavado en Mawangdui)